# Vaclav IV. Luksemburški
Vaclav IV. ili Vjenceslav (Nürnberg, 26. veljače 1361. – Prag, 16. kolovoza 1419.), češki kralj (1363. – 1419.) i rimsko-njemački kralj (1376. – 1400.); sin i nasljednik Karla IV. iz dinastije Luksemburg.
Naslijedio je 1363. godine češku krunu, a zahvaljujući ocu koji je kupio glasove njemačkih knezova izbornika, proglašen je njemačkim kraljem 1376. godine. Zbog unutarnjih sukoba u Češkoj, izgubio je njemačku krunu, koja je pripala Rupertu Falačkom iz dinastije Wittelsbach. Unatoč tome, njemačke krune se odrekao tek 1410. godine, nakon Rupertove smrti, a u ime svog brata Sigismunda. Prema dogovoru s bratom, zadržao je češko prijestolje te je 1409. godine predao Česima Sveučilište u Pragu, što je potaknulo odlazak Nijemaca.

## Vanjske poveznice
- Václav IV. Hrvatska enciklopedija

| Prethodnik:            | njemačko-rimski car (1367. – 1400.) | Nasljednik:    |
| Karlo IV. Luksemburški | njemačko-rimski car (1367. – 1400.) | Rupert Falački |